# Дуюнов, Борис Иванович
Борис Иванович Дуюнов (род. 2 января 1944, Дёма) — советский гребец и российский спортивный функционер. Мастер спорта СССР международного класса (1968).
Окончил Московский областной государственный институт физической культуры.
Участник Олимпийских игр 1968 года в Мехико. Дуюнов принял участие в четвертьфинальной гонке, но в дальнейшем был заменён на Аркадия Кудинова. Чемпион СССР 1970 года (четверка без рулевого).
С 1974 по 1992 год являлся начальником сборных СССР по академической гребле. После распада СССР занимался бизнесом. Владел торговым центром в Москве. Возглавлял Федерацию гребного спорта России с 1996 по 2000 год.

## Награды и звания
- Почётный знак «За заслуги в развитии олимпийского движения в России» (2004)[4]